# 1789, Любовники Бастилии
1789. Любовники Бастилии (фр. 1789 : Les amants de la Bastille) — мюзикл Альбера Коэна и Дова Аттья, посвящённый событиям Великой французской революции. Премьера состоялась 29 сентября 2012 года на сцене Парижского дворца спорта.

## Сюжет
Франция, весна 1789 года. Провинции охвачены голодом, а в Версальском дворце легкомысленно тратят деньги. Колонна взбунтовавшихся крестьян, возглавляемая Ронаном, направляется в Париж. Здесь происходит его случайная встреча с гувернанткой детей Марии-Антуанетты Олимпией. Молодым людям хватает одного взгляда, чтобы влюбиться. Изначально они этого не признают, стараются избегать друг друга. В это время Францию охватывает революция. Любовники теряют, а затем вновь находят друг друга 14 июля 1789 года, во время штурма Бастилии.

## Герои и актёры
Труппа «1789, Любовники Бастилии» была отобрана после кастинга на Youtube.
- Ронан — Луи Делор[фр.]
- Олимпия — Камий Лу
- Робеспьер — Себастьян Ажьюс[фр.]
- Мария-Антуанетта — Роксан лё Тексье
- Лазар, граф де Пейроль — Матьё Карно
- Солен, сестра Ронена — Каролин Роз, Наталия
- Дантон — Давид Бан[фр.]
- Камиль Демулен — Род Жануа
- Огюст Рамард — Ямин Диб[фр.]
- Шарлотта — Элин Крапье, Морган Роуль, Ева Баранес, Соня Бен-Аммар

## Песни
| №  | Оригинальное название    | Подстрочный перевод названия | Литературный перевод названия | Исполнитель                      |
| -- | ------------------------ | ---------------------------- | ----------------------------- | -------------------------------- |
| 1  | Prélude                  | Прелюдия                     | Прелюдия (Пролог)             | Инструментальная композиция      |
| 2  | Sur ma peau              | На моей коже                 | Всё, что есть                 | Ронан                            |
| 3  | Le cri de ma naissance   | Крик моего рождения          | Все мы равные с рождения      | Солен                            |
| 4  | Je mise tout             | Бьюсь об заклад              | Ставлю на всё                 | Мария-Антуанетта                 |
| 5  | Au palais royal          | В королевском дворце         | В Пале-Рояле                  | Дантон, Шарлотта                 |
| 6  | La nuit m’appelle        | Ночь зовёт меня              | Ночи слышу сладкий зов        | Солен                            |
| 7  | Maniaque                 | Маниакальный                 | Одержимый                     | Лазар, Ронан                     |
| 8  | La sentence              | Приговор                     | Мой приговор                  | Олимпия                          |
| 9  | Hey ha!                  | Эй, ха!                      | Хей-ха!                       | Робеспьер, Камиль, Дантон, Ронан |
| 10 | La guerre pour se plaire | Война в угоду                | Война ради славы              | Ронан, Олимпия                   |
| 11 | La rue nous appartient   | Улица принадлежит нам        | Город станет наш              | Камиль, Ронан, народ Франции     |

| №  | Оригинальное название | Подстрочный перевод названия | Литературный перевод названия              | Исполнитель                  |
| -- | --------------------- | ---------------------------- | ------------------------------------------ | ---------------------------- |
| 1  | À quoi tu danses?     | Под что ты танцуешь?         | Танцуем просто так                         | Робеспьер                    |
| 2  | Je suis un dieu       | Я Бог                        | Я словно Бог!                              | Огюст                        |
| 3  | Je veux le monde      | Я хочу мир                   | Хочу весь мир                              | Солен                        |
| 4  | Ça ira mon amour      | Всё будет хорошо, моя любовь | Всё пройдёт, родная (Это будет моя любовь) | Камиль                       |
| 5  | Nous ne sommes        | Мы не находимся              | Мы не должны                               | Лазар, народ Франции         |
| 6  | Je vous rends mon âme | Я возвращаю тебе мою душу    | Душу отдам вам                             | Мария-Антуанетта             |
| 7  | Tomber dans ses yeux  | Упасть в его глазах          | Тону в его/её глазах                       | Ронан, Олимпия               |
| 8  | Sur ma peau           | На моей коже                 | Я клянусь                                  | Ронан                        |
| 9  | Fixe                  | Пристальный                  | Взгляд                                     | Камиль, Солен, народ Франции |
| 10 | Pour la peine         | Для достоинства              | Ради мечты (В вознаграждение за труды)     | Все исполнители              |
| 11 | Le final              | Финал                        | Финал                                      | Инструментальная композиция  |

| № | Оригинальное название              | Подстрочный перевод названия | Литературный перевод названия                         | Исполнитель                                                     |
| - | ---------------------------------- | --- | ----------------------------------------------------- | --------------------------------------------------------------- |
| 1 | Filles et femmes à la fois         | Девочки и женщины одновременно | Девушки и женщины одновременно                        | Солен, Олимпия, Мария-Антуанетта                                |
| 2 | Pour un nouveau monde              | Для нового мира | Ради нового мира                                      | Шарлотта                                                        |
| 3 | Le temps s’en va                   | Время уходит | Время идёт                                            | Ронан, Олимпия                                                  |
| 4 | Allez viens (C’est bientôt la fin) | Давай (скоро всё закончится) | Давай, вперёд (Скоро конец)                           | Все исполнители                                                 |
| 5 | Les mots que l'on ne dit pas       | Слова, которые мы не говорим | Недосказанные слова                                   | Олимпия                                                         |
| 6 | Pic et pic et amstramgram          | Слова из начальной строчки детской французской считалочки-абракадабры: «Am, stram, gram, pic et pic et colégram, bour et bour et ratatam, am, stram, gram». На русский язык дословно не переводится, так как состоит из несуществующих в языке слов | Во имя равенства будущих дней (Мечтаю о своей судьбе) | Ронан, Робеспьер, Камиль, Дантон, народ Франции (революционеры) |

## 8 ноября 2013 года
8 ноября 2013 года навсегда запомнилось фанатам мюзикла всего мира, и, конечно же, самим работникам Дворца спорта. Во время генеральной репетиции мюзикла на сцене взорвалась пиротехника, которую использовали в мюзикле. Причиной называют то, что один из работников рядом с ними использовал болгарку. После взрыва пострадавшие были доставлены в больницу. 14 человек были в тяжёлом или среднем состоянии, один — погиб. Им оказался Маркусу Толедано, директор технической команды. Но через несколько месяцев труппа вновь вернулась на сцену.